# Veia intervertebral
A veia intervertebral é uma veia da coluna vertebral.